# Шевченківський район (Полтава)
Шевченківський район — район Полтави який охоплює місцевості Центр, Мотель, Алмазний, Сади-1, Сади-2, Огнівка, селище Яр. Займає південно—західну частину міста, на правому березі Ворскли, куди входить історичний центр — ансамбль Круглої площі та Соборний майдан де у XVII—XVIII століттях знаходилась Полтавська фортеця. До складу району увійшли селище Кобищани, Очеретянка, частково території селищ Щербані, Розсошенці, Іванова та Інститутська гори.
Найбільшій за населенням район міста, станом на січень 2008 року на його території офіційно проживало 139 тис. осіб.

## Влада
Територіальна громада району має свій представницький орган — Шевченківська районна у м. Полтаві рада, до складу якої обрано 42 депутати, які входять до складу 6 постійних комісій ради. Виконавчий комітет налічує 13 осіб.
За історію району на його чолі стояли:
- Кононенко Дмитро Пилипович, очолював райвиконком з початку заснування району 1952 р. по 1956 р.
- Герасименко Федір Михайлович, очолював райвиконком з 1957 р. по 1963 р.
- Котелевський Микола Петрович, з 1963 р. по 1973 р.
- Тенянко Надія Яківна, з 1973 р. по 1977 р.
- Несенюк Ніна Василівна, з 1978 р. по 1980 р.
- Тимощенко Анна Романівна, з 1980 по 1983 р.
- Куніна Віра Юхимівна, з 1984 р. по 1986 р.
- Борисовська Людмила Василівна, з 1987 р. по 1989 р.; з 1998 р. по 2006 р.
- Червяченко Володимир Леонідович, з 1990 р. по 1997 р.
- Пругло Олег Євгенович з 2006 по 2010 рр.
- Бардінов Андрій Васильович з 2010 по 2015 рр.
- Чабановський Роман Олександрович з грудня 2015 по червень 2016 рр.[4][5].
- Задворкін Дмитро Юрійович, з жовтня 2016[6]

## Історія
12 квітня 1952 року було створено Жовтневий район Полтави, відповідно до Указу Президії Верховної Ради Української РСР «Про утворення в місті Полтаві внутрішньоміських районів Жовтневого, Ленінського і Київського». Назва «Жовтневий» серед росомовних не прижилась, і було зініційовано у офіційних документах вказувати його «Октябрським» хоча серед українців у народі його продовжували йменувати оригінальною назвою, не звертаючи увагу на правильну назву.
В 50-60-х роках в районі повним ходом йде відбудова інфраструктури, повертаються підприємства з евакуації. З'являються підприємства та заводи які згодом стали флагманами промислового виробництва не тільки в Полтаві, а й усієї України. В цей час випускають свою першу продукцію «Полтавський завод штучних алмазів», заводи «Електромотор», медичного скла, «Лтава», цегельний та інші. Починається газифікація району, в місті з'явилося телебачення. З 1962 р. вулицями за курсували перші тролейбуси. Побудовано нове приміщення театру ім. М. Гоголя (1958 р.) і відбудовано місцевий краєзнавчий музей (1964 р.).
В районі та в місті в цілому відбудовується мережа освітніх закладів та дитячих садків. Відновили роботу Полтавський педагогічний інститут, будівельний інститут, створено Медичний інститут. В цей час створюються лікарняні заклади, в районі будують дві міські лікарні, центральну районну лікарню та обласну.
В 60-х роках зводяться мікрорайони з багатоповерховою забудовою «Алмазний», «Мотель», згодом «Боженка». Забудовується центральна вулиця міста Фрунзе (нині — Європейська), яку поступово розширяють. В 70-х роках з'являються сучасні мікрорайони Сади-1, у 80-х роках Сади-2, пізніше у 90-х роках Сади-3. В кожному мікрорайоні відкривалися нові сучасні школи та дошкільні заклади.
В XXI сторіччі район продовжує розвиватися. Сучасна площа району становить понад 2000 гектарів. В районі налічується 233 вулиці та провулків, майже 1500 будинків, житловий фонд становить 1,5 мільйона квадратних метрів. Площа зелених насаджень 1280 гектарів. На території району діє 12 ГЖЕДів, з них 4 відомчих, 76 будівельних кооперативів, 59 автогаражних кооперативи, 26 організація має свій житловий фонд, що налічує 75 будинків, понад 4 тис. приватних осель. Адміністративно до складу району входять 5 мікрорайонів та 3 промислові зони, де розміщені 3100 підприємств, установ та організацій різних форм власності та господарювання. Постановою Верховної Ради України від 23.03.2000 р. до складу району включено селище Яр. В районі багато парків, скверів інших зелених зон для відпочинку населення. Це і Корпусний парк, Петровський парк, Сонячний парк, Парк «Перемога», Березовий сквер, парк І.Котляревського, парк «Воїнів-афганців» та ін.
Загалом на території району налічується понад 120 пам'ятників історії та культури, підприємств та навчальних закладів.

### Перейменування
Під час процесу декомунізації постало питання перейменування району. Початкова пропозиція мала оригінальний для місцевості варіант «Котляревський» проте у підсумку то було відхилено, і за рішенням В. Головка місто отримало черговий у країні Шевченківський район.